# カタリン・イレア
カタリン・イレア（ルーマニア語: Cătălin Ilea, 1940年 - ）は、ルーマニア出身のチェリスト。

## 経歴
1940年、バナト地方のティミショアラ生まれ。7歳でチェロを始め、クルジュでユリウス・クレンゲル門下のジョルジ・イアロセヴィチに師事した。その後、ブカレスト音楽院でディラン・アレクサニアン門下のドミトリ・ディニクに師事。またエンリコ・マイナルディやピエール・フルニエの教えも受けた。
音楽院を卒業後は、ジョルジェ・エネスク・フィルハーモニー管弦楽団の首席チェロ奏者を務め、1969年からは母校で室内楽を教えた。1977年にドイツに移り、ヴッパータール交響楽団の首席チェロ奏者となったが、後にフィルハーモニア・フンガリカの首席奏者となった。1994年からベルリン芸術大学のチェロ科教授を務める。